# Ryanair

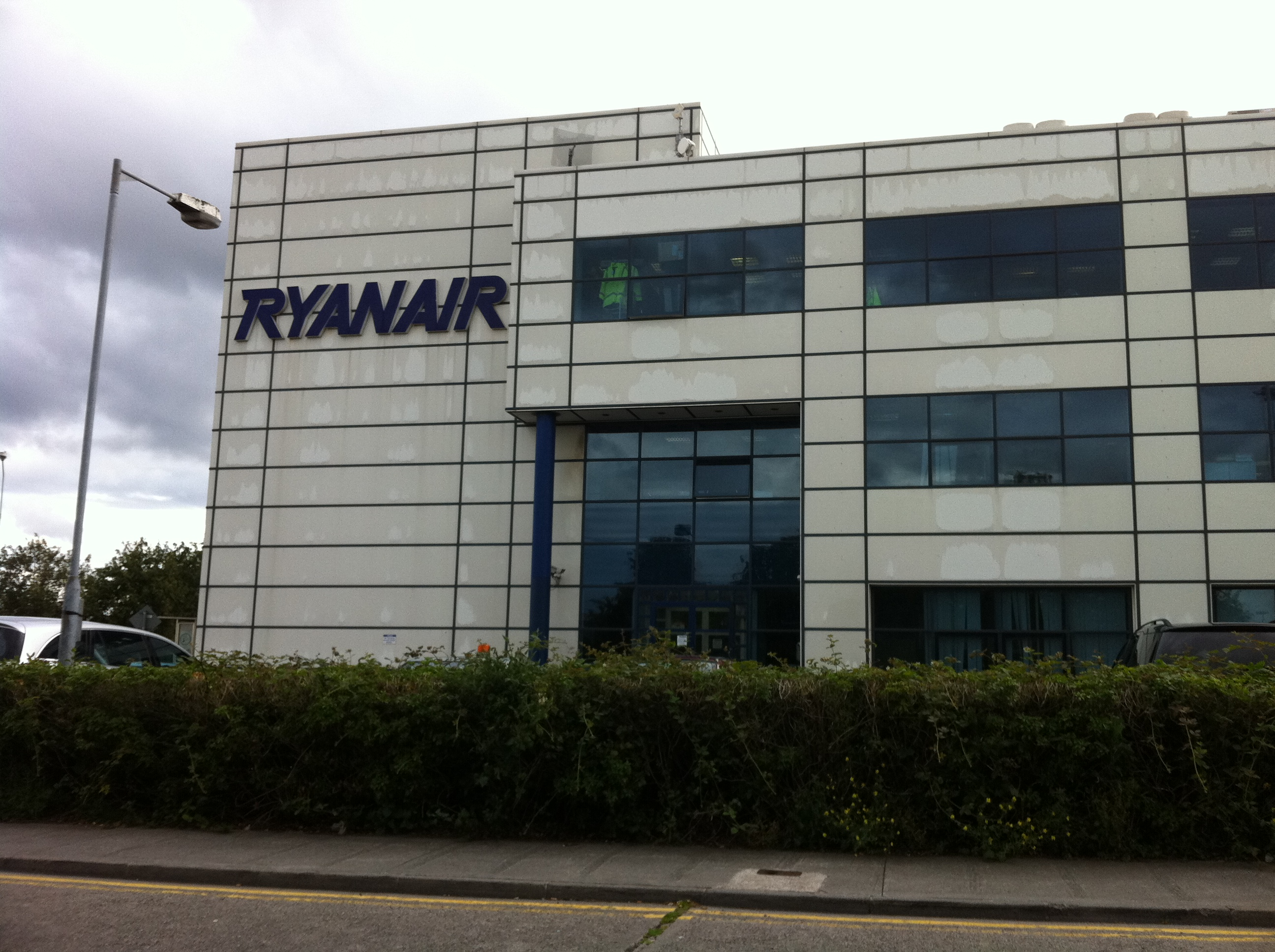
La sede de Ryanair en el aeropuerto de Dublín (Irlanda)

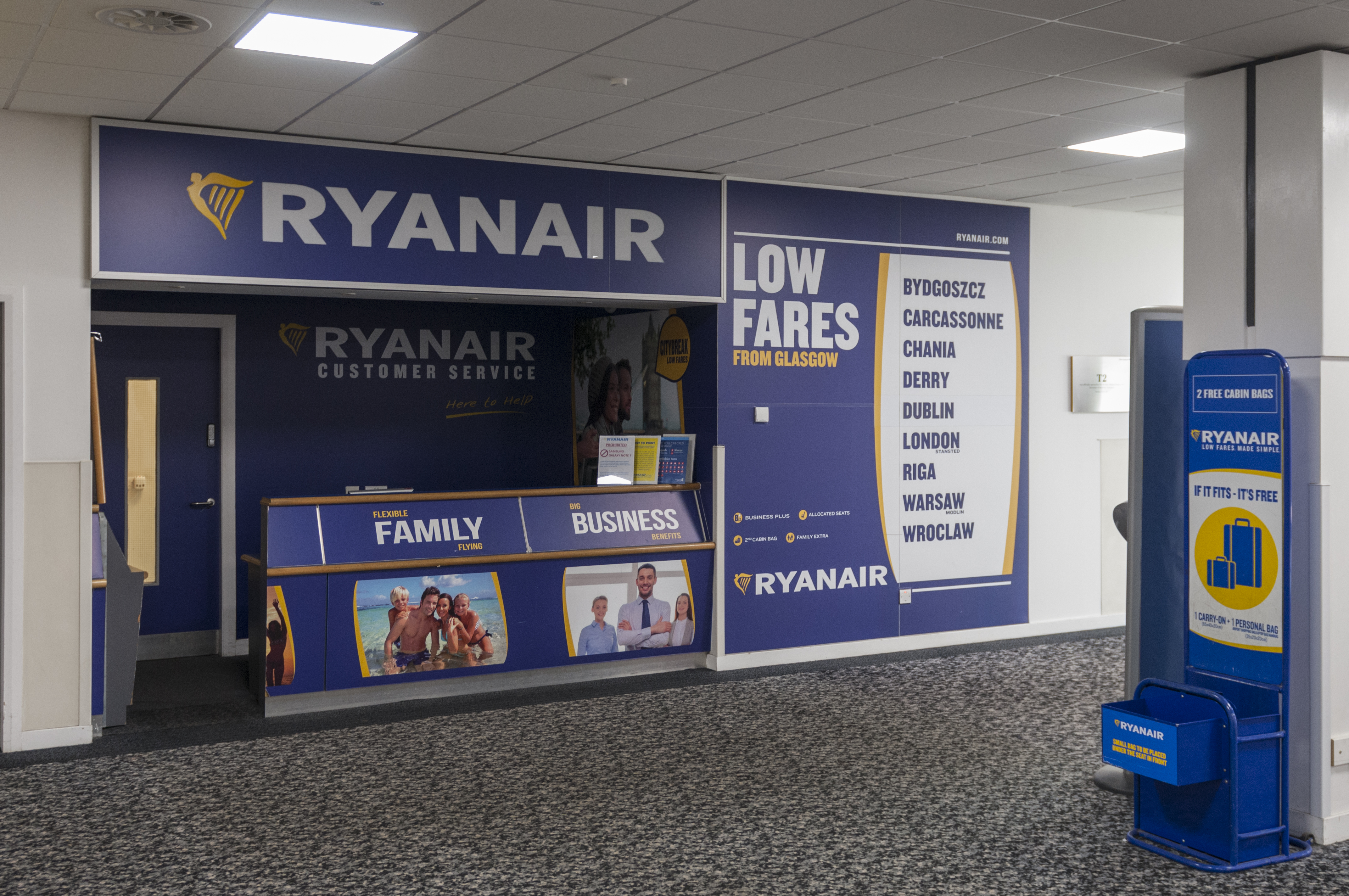
Oficina de servicio a cliente de Ryanair

Ryanair, Plc (ISE: RYA; LSE: RYA; NASDAQ: RYAAY) es una aerolínea irlandesa de bajo costo con sede social en Dublín, Irlanda. Fue fundada por Tony Ryan en 1985. Es la aerolínea más grande de Irlanda, así como la aerolínea de bajo coste que realiza más viajes en Europa, teniendo actualmente más de 2000 rutas y 84 bases. A lo largo de los años se ha convertido en una de las aerolíneas más rentables del mundo, gracias a la reducción de costes. Sus principales rivales son EasyJet, Vueling y la Spanair retirada. 
Tras la desregulación de la industria aérea en Europa en 1997, Ryanair conoció una rápida expansión. Operó una flota de 74 aviones Boeing 737 clásicos que han sido retirados. A fecha del 20 de noviembre de 2018, Ryanair contaba con 350 Boeing 737-800 y un solo 737-700 activos, con una media de edad de 7,5 años.
En 2011, la mala situación del mercado, y los problemas de la aerolínea con la ley, se tradujeron en la supresión de varias rutas por motivos económicos, como por ejemplo algunas con origen en Palma de Mallorca, Alicante, Granada, Santander, Valladolid, Zaragoza, o varios destinos del norte y centro de Europa.
Ryanair es una de las empresas europeas más criticadas. Ha sido denunciada por saltarse las políticas de la UE y realizar publicidad engañosa. En 2009 fue demandada por la Dirección General de Consumo de Baleares, por cobrar indebidamente a los pasajeros un suplemento por llevar su equipaje, medida que Ryanair aplica sistemáticamente pero que es ilegal en España. También ha sido acusada de operar al borde del límite legal poniendo en riesgo a los pasajeros, sin embargo la compañía atribuye estas afirmaciones a campañas de desprestigio.

## Historia

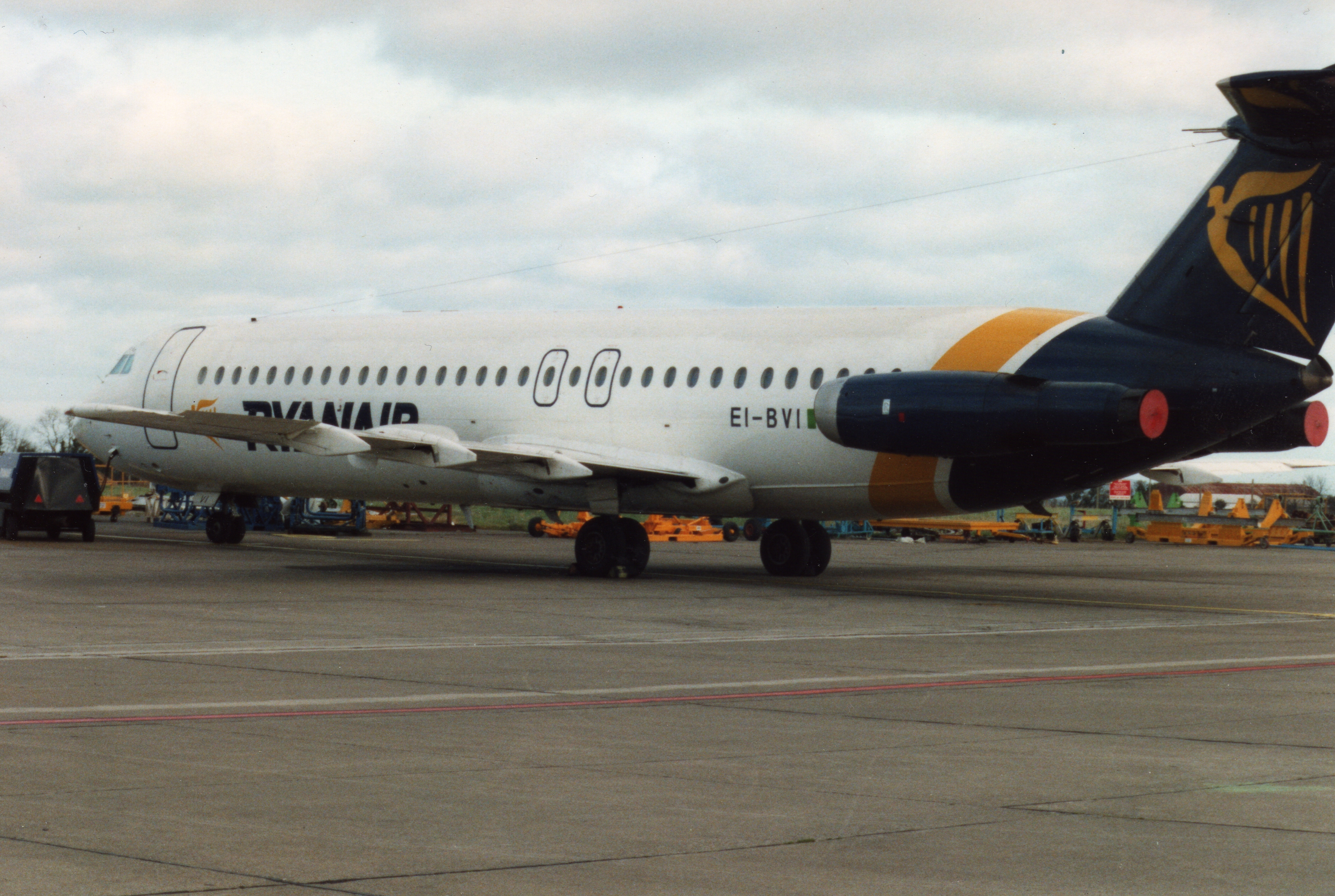
Ryanair BAC 1-11

### Primeros años
Ryanair fue fundada en 1985 por Tony Ryan, un empresario irlandés. La aerolínea comenzó con un pequeño avión de hélice de 15 plazas volando entre Waterford y Londres Gatwick con la intención de romper el duopolio en los vuelos entre Londres e Irlanda que poseían en aquellos momentos British Airways y Aer Lingus. En 1986 la compañía añadió una segunda ruta, volando entre Dublín y Londres-Luton compitiendo directamente contra British Airways y Aer Lingus. Ese año transportó a 82 000 pasajeros.
El número de pasajeros y rutas continuó incrementándose, pero la compañía entró en números rojos y en 1991 se tuvo que reestructurar para salir de la crisis. Michael O'Leary fue el encargado de hacerla rentable de nuevo. Visitó EE. UU. para estudiar el modelo usado por Southwest Airlines. El secreto de las tarifas bajas estaba en muchas frecuencias diarias por avión, la supresión de la clase business y de los servicios a bordo tales como comidas y prensa. Además se cerraron muchas rutas no rentables.
En 1995, gracias a la adopción del modelo sin servicio a bordo, Ryanair celebró su 10.º aniversario con 2,5 millones de pasajeros transportados, habiéndose convertido en el mayor transportista en cada una de sus rutas.

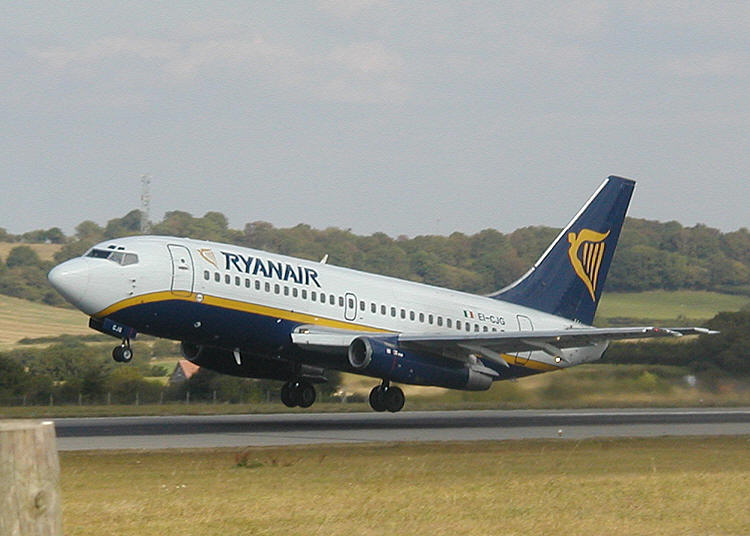
Un Boeing 737-200 en 2005. Ryanair fue de las últimas aerolíneas en Europa en operar los 737 Original Series

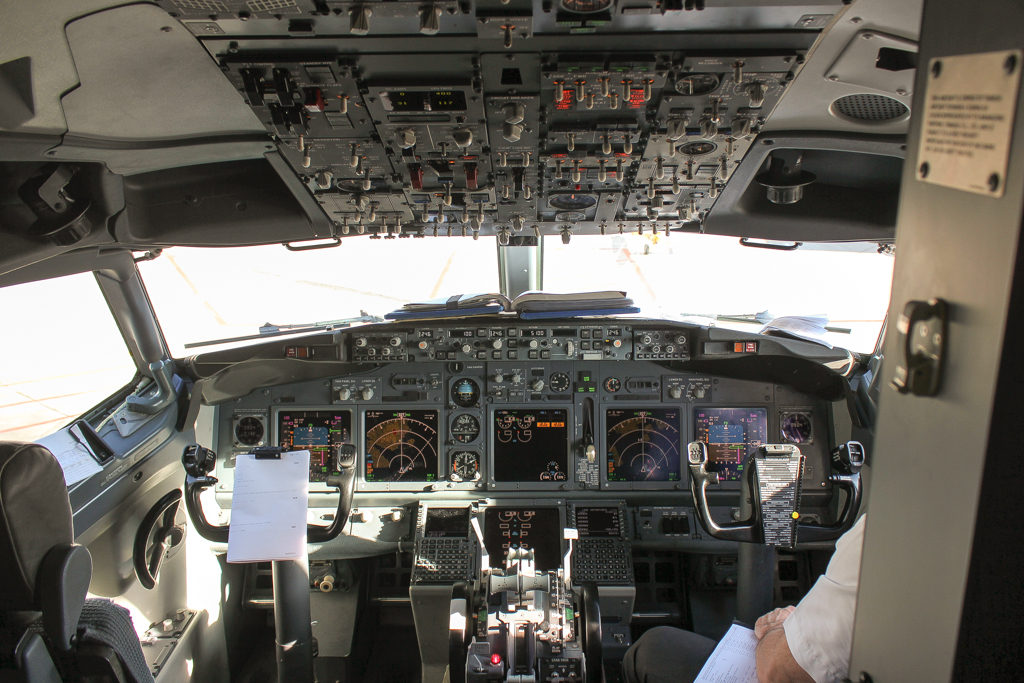
Cockpit de un Boeing 737-800 operado por Ryanair

### La desregulación
Después de la desregulación de la industria aérea europea en 1997, Ryanair estaba lista para expandirse hacia el continente. Después del estreno de la compañía en la bolsa de Dublín y en el NASDAQ, comenzó a volar a Nyköping, Sandefjord, Beauvais y Charleroi. La compañía compró 45 nuevos Boeing 737-800 en 1998, el mismo año en que la Asociación de Usuarios de los Transportes Irlandeses la nombró Aerolínea del Año, así como la Aerolínea Mejor Administrada según la revista "International Aviation Week".
La aerolínea lanzó en 2000 su página de ventas en Internet con la intención de reducir aún más los costes y precios vendiendo los billetes directamente a los pasajeros, sin las comisiones de las agencias de viajes. Un año después el 75 % de las ventas se hacían a través de la web, y actualmente esta cifra es del 98 %. También introdujo el billete electrónico en todas sus rutas, dejando de emitir billetes de papel.

### Crecimiento y expansión

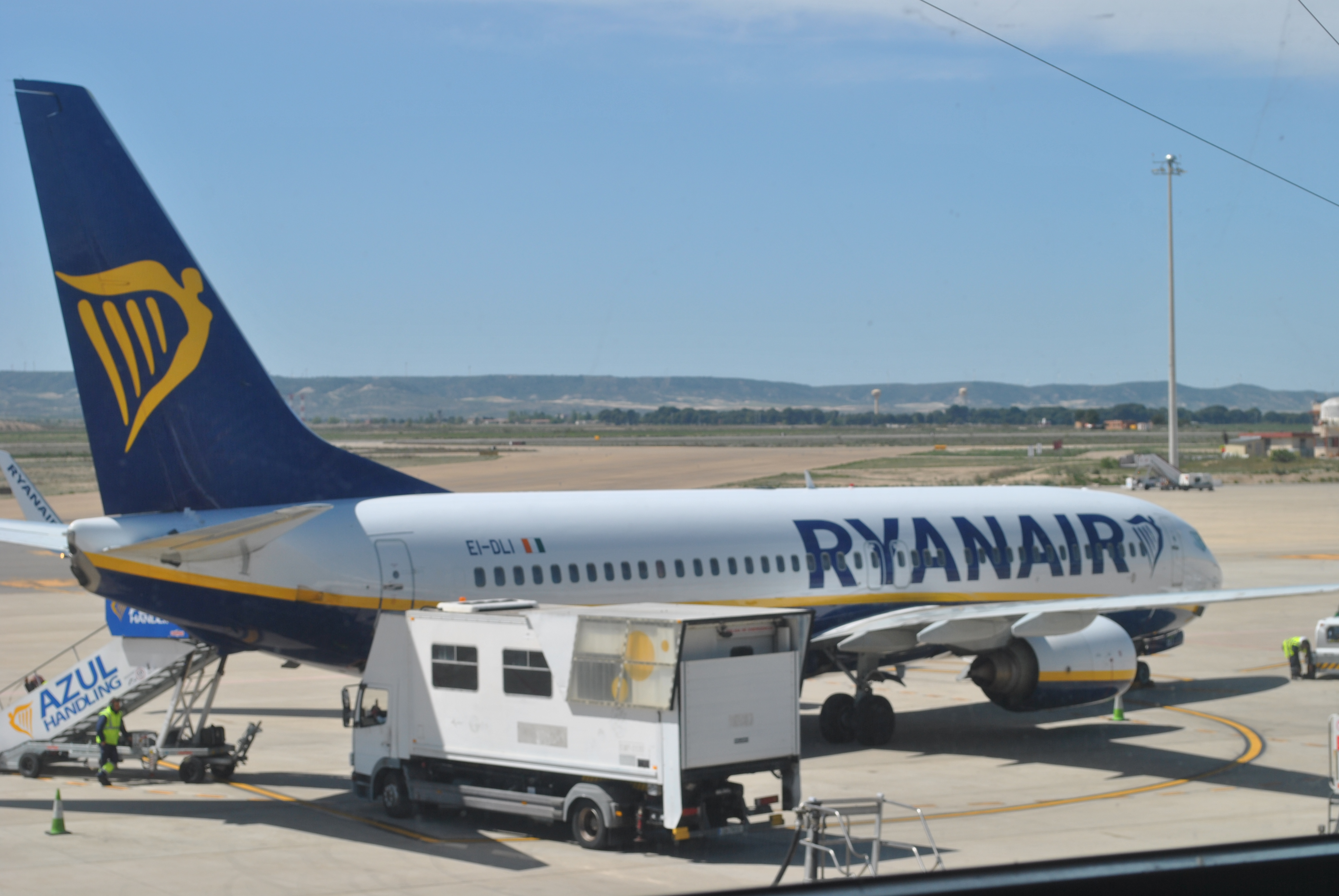
Imagen de un Boeing 737-800 operado por Ryanair Airlines aterrizado en el aeropuerto de Zaragoza

Ryanair creó una nueva base de operaciones en Charleroi, cerca de Bruselas en 2001. Ese año también compró 155 nuevos B737-800. En 2002 abrió 26 nuevas rutas y estableció otra base en el aeropuerto de Hahn, cerca de Fráncfort del Meno. En 2003 anunció la compra de 100 B737 más, y en febrero abrió una nueva base en Orio al Serio, cerca de Bérgamo, en Italia.
En abril compró su competidor Buzz a la empresa KLM. La expansión continuó con la creación de una nueva base en el Aeropuerto de Estocolmo-Skavsta en Nyköping. A finales de 2003 la aerolínea tenía 127 rutas. En 2004 se crearon nuevas bases en los aeropuerto de Roma (Aeropuerto de Roma-Ciampino) y Gerona (Aeropuerto de Gerona-Costa Brava), pasando a tener 11 bases.

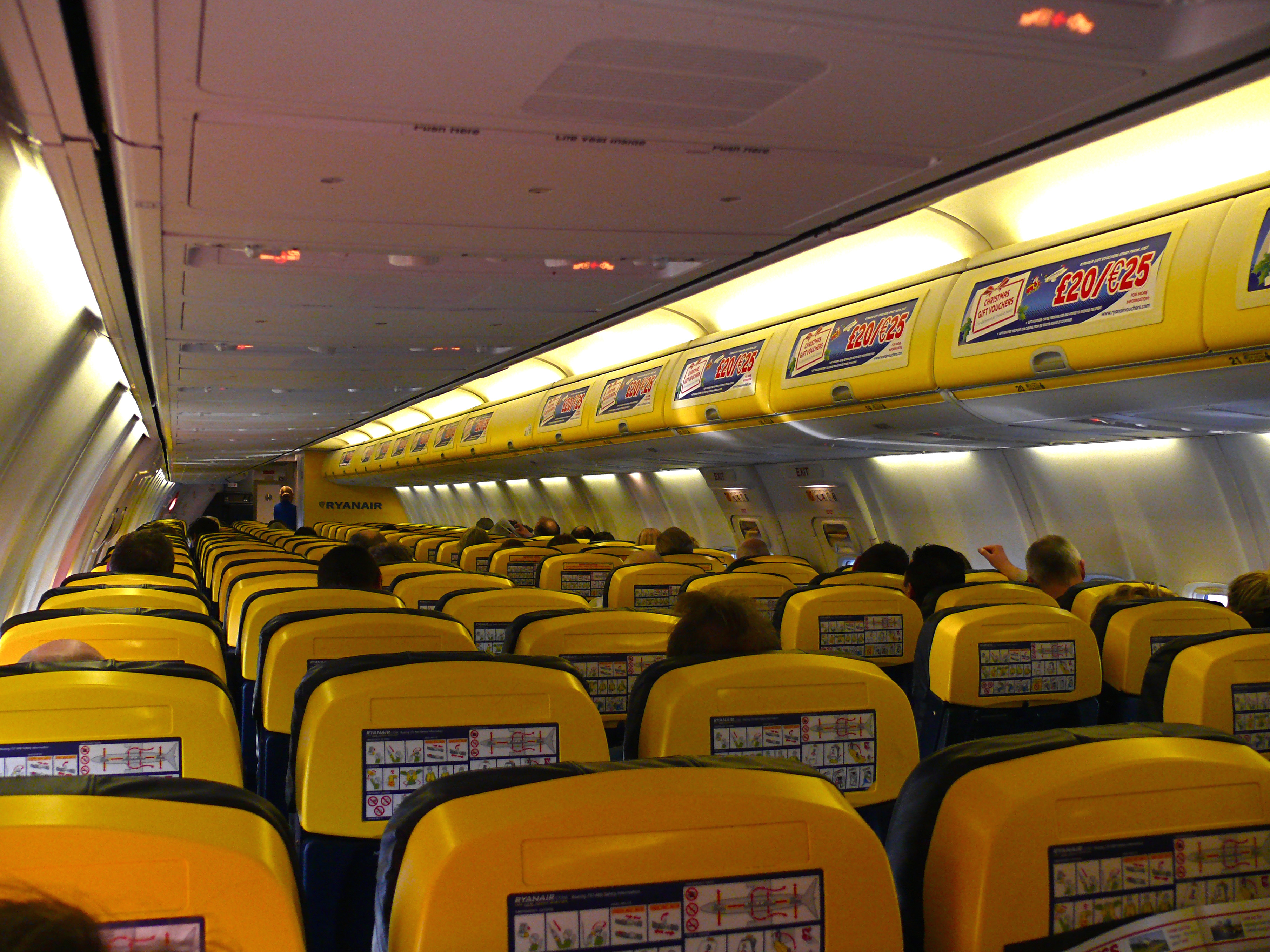
Vieja cabina de un Boeing 737-800 de Ryanair

Ryanair ha crecido notablemente desde su creación en 1985. El dinero recaudado en su salida a bolsa lo usó para crecer y convertirse en un transportista pan-europeo. Los ingresos crecieron desde €231m en 1998 hasta €843m en 2003, y los beneficios netos desde €48m hasta €239m en el mismo período. En una industria donde la tasa de supervivencia es del 10 % y donde grandes aerolíneas como American Airlines o Delta Air Lines tenían problemas para dar beneficios desde los atentados del 11 de septiembre de 2001, el éxito de Ryanair dejó perplejos a muchos analistas, y solo es comparable al de otras aerolíneas de bajo coste como Southwest o JetBlue.
El número de pasajeros transportados creció cerca de un 25 % cada año durante la década de los 90 mediante la rápida incorporación de nuevas rutas y centros de distribución de pasajeros. En agosto de 2004 la aerolínea transportó un 20% más pasajeros dentro de Europa que British Airways.

### Historia reciente
En 2004, Michael O'Leary anunció que una lucha a muerte tendría lugar durante el invierno entre las compañías de bajo coste, de la que solo sobrevivirían tres o cuatro. En el segundo trimestre de ese año, la aerolínea dio pérdidas (3,3 millones de €) por primera vez en 15 años. De todas formas se esperaba que con la reciente ampliación de la Unión Europea, Ryanair se expandiera hacia los nuevos mercados del este.
Aprovechando la baja de sus B737-200, Ryanair inició una campaña para decorar dichos aviones casi íntegramente con llamativas libreas publicitarias en los últimos días de servicio de estos. A tal llamamiento se le adhirieron empresas como la telefónica Vodafone o la empresa de alquiler de coches Hertz entre otras.

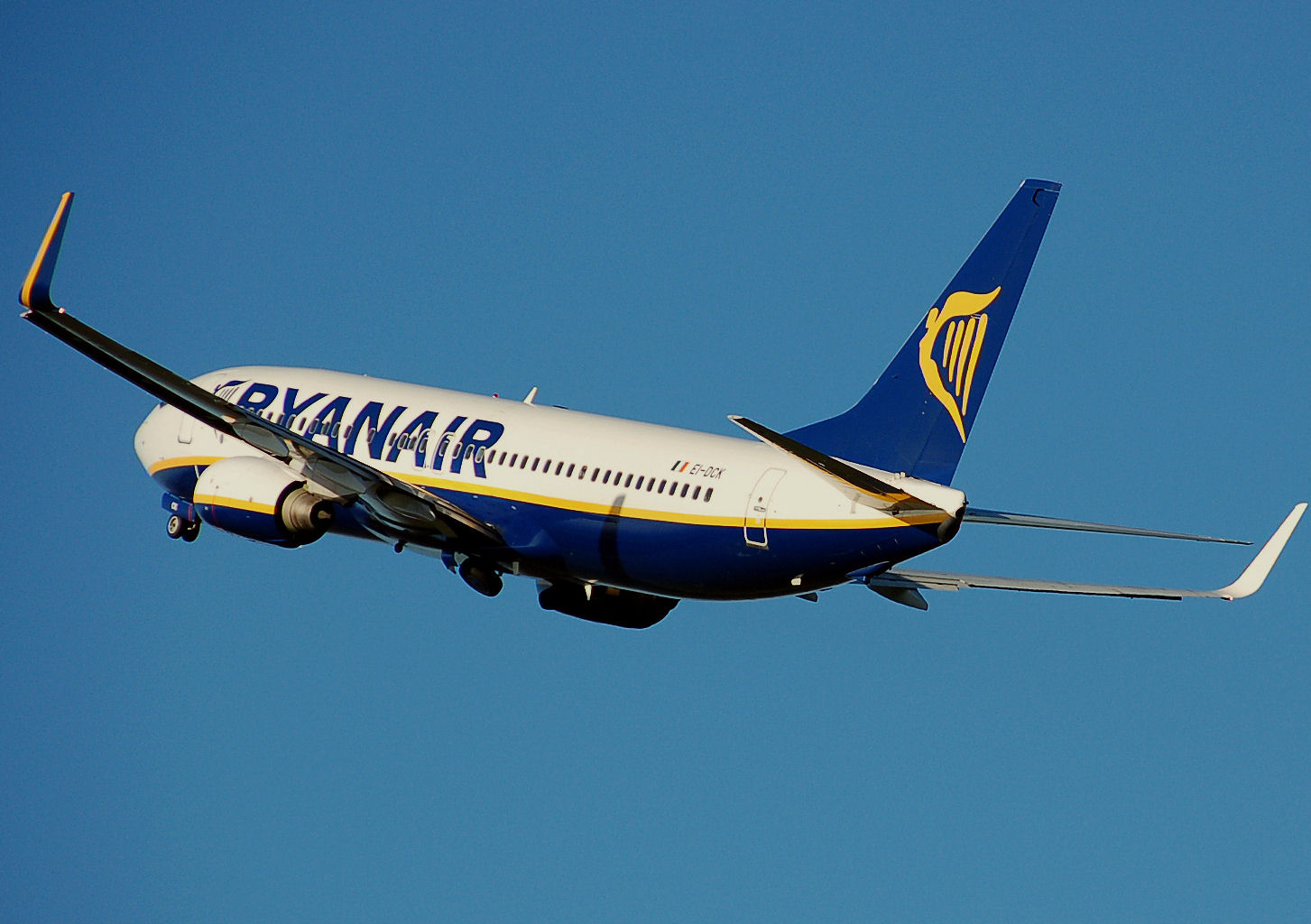
Boeing 737-800 subiendo el tren de aterrizaje tras despegar

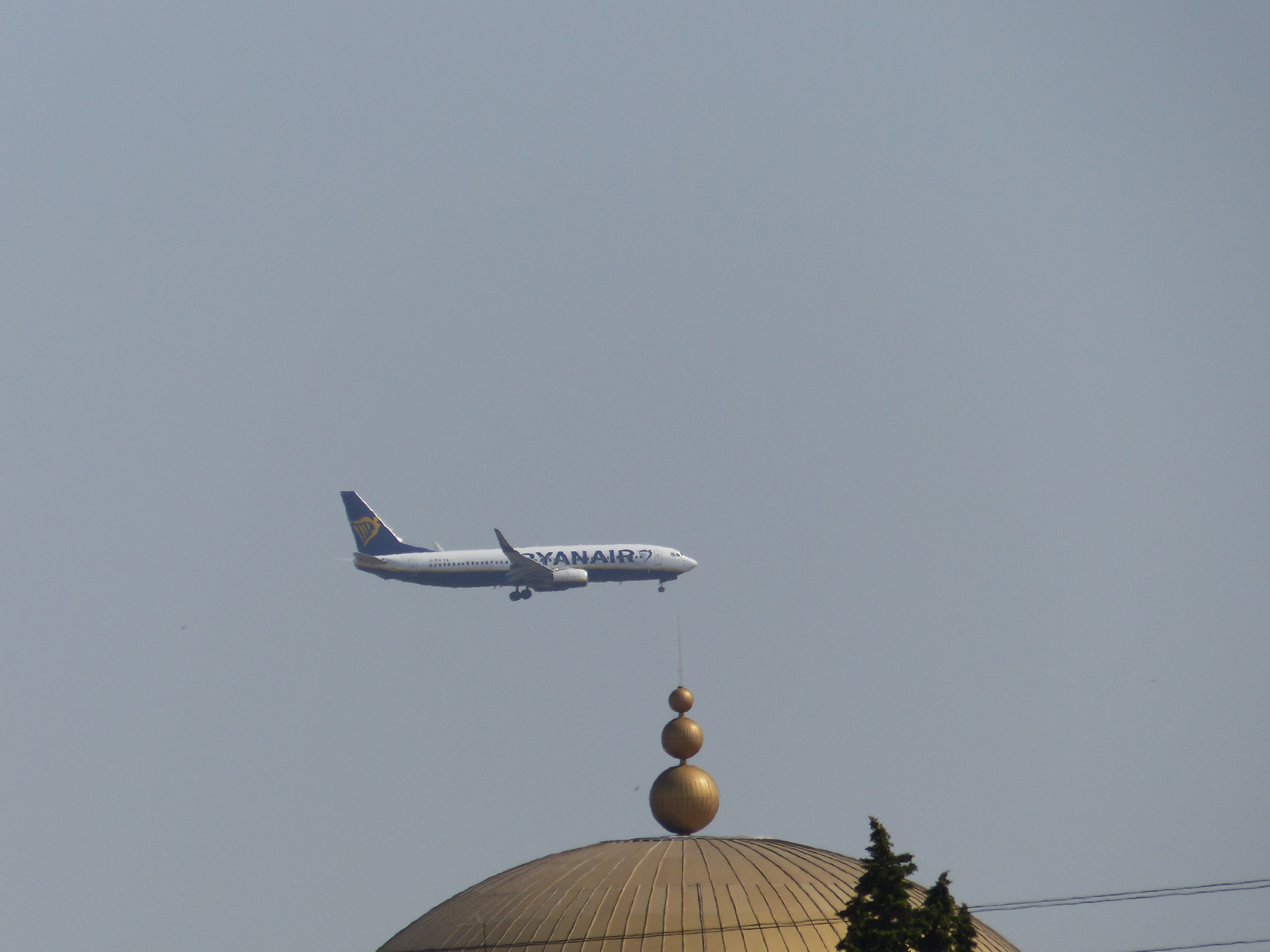
Boeing 737-800 de Ryanair volando cerca de la cúpula dorada del Palacio de Congresos de Sevilla

En febrero de 2005 Ryanair anunció que compraría 70 Boeing 737 más, ya que esperaba aumentar la cifra de pasajeros transportados hasta 70 millones en 2011 y crear nuevas bases por Europa. Serán entregados sin persianas para las ventanas y con asientos no-reclinables y sin bolsa trasera, para reducir el precio por avión y los costes de reparación y mantenimiento.
Con la nueva temporada de invierno del 2006/2007, Ryanair lanzó tres nuevas bases en Europa continental: Marsella (Francia), Madrid (España) y Bremen (Alemania). La sorpresa vino con la decisión repentina de escoger Madrid como nueva base. Era la primera vez que Ryanair se lanzaba a la conquista de un aeropuerto principal, sin subvenciones encubiertas ni subsidios de las autoridades locales y tan repentinamente (anunció la apertura de la base con mes y medio de antelación y no los 5 o 6 meses que suele tomarse de margen al abrir nuevas bases). Solo en esta temporada, Ryanair tenía prevista la recepción de hasta 32 nuevos Boeing 737-800. Durante el 2007 y 2008 el ritmo de apertura de bases continuó con los anuncios de Weeze (Niederrhein), en Alemania; Bristol, Belfast, Birmingham y Bournemouth, en el Reino Unido y Alicante, Valencia y Reus en España.
En noviembre de 2010 Ryanair fue sancionada por conducta temeraria hacia sus trabajadores por la Inspección de Trabajo de España, tras una denuncia del sindicato CC. OO., puesto que la empresa no registraba a sus trabajadores trasnacionales, infracción que está tipificada en la ley española como muy grave.

Nuevo interior de Ryanair.

En 2011, la mala situación de la compañía Ryanair, y sus problemas con la ley, se tradujeron en la supresión de varios destinos por motivos económicos, como por ejemplo en Palma de Mallorca, Alicante, Granada, Santander, Valladolid, Zaragoza, o varias rutas al norte y centro de Europa.
En 2016 Ryanair, a través del Grupo Irelandia, se convirtió en el mayor accionista de Viva Colombia, la aerolínea de bajo costo de Colombia de la cual hasta la fecha era accionista a partes iguales con el GRUPO IAMSA, el Grupo Bolívar Colombia y el Grupo FAST.
En 2016, se empieza un plan de mejora de la compañía que incluye principalmente: nuevos uniformes de la tripulación, nuevo interior de los aviones (Boeing Sky Interior), con más espacio entre asientos y aumento de las medidas estándar del equipaje de cabina.
En mayo de 2017, Ryanair firma un acuerdo con la aerolínea española Air Europa para nutrir de pasajeros sus rutas de largo radio desde su hub de Madrid. Además esto permite a la compañía irlandesa vender los vuelos de Air Europa a través de su web.
El 20 de marzo de 2018 Ryanair alcanza un acuerdo de compra del 24,90% del capital de Laudamotion que prevé su ampliación hasta el 75% para proporcionar soporte financiero y de gestión a la aerolínea austriaca.

## Competidores

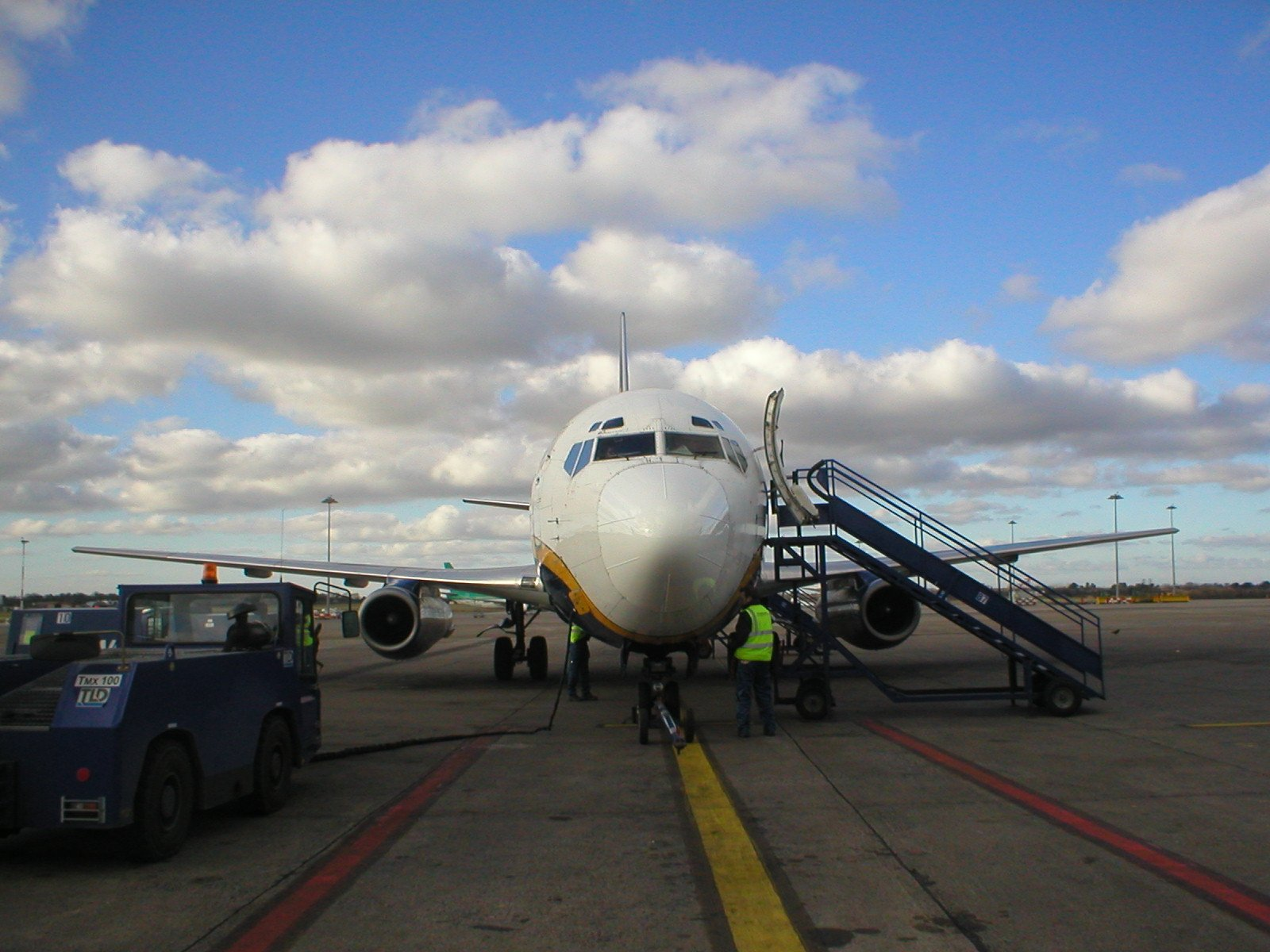
Aeropuerto de Duplin.

Los mayores rivales son Vueling, EasyJet, Eurowings, Transavia.com y Blue Air. En 2004 se crearon 60 nuevas aerolíneas de bajo coste en Europa. A pesar de haber sido tradicionalmente una aerolínea con servicios a bordo, Aer Lingus adoptó esta estrategia en 2002, haciendo mucho más intensa la competición en las rutas con Irlanda, las más rentables para Ryanair.
En septiembre de 2004, easyJet anunció rutas hacia Irlanda por primera vez, pero hacia Aldergrove en Irlanda del Norte, a donde Ryanair no vuela. La última aerolínea de bajo coste que compitió en estas rutas fue Go Fly, que tuvo que retirarse debido a las continuas pérdidas.
En marzo de 2012, Iberia creó una compañía de bajo coste llamada Iberia Express, pese a liderar históricamente las críticas en España hacia este mismo modelo de negocio. Dicha aerolínea se nutre de 28 aeronaves usadas por su compañía matriz, con una edad media de 11,9 años, a la que incorpora 2 aviones Airbus A321 Neo de nueva adquisición.

## Flota

### Flota actual

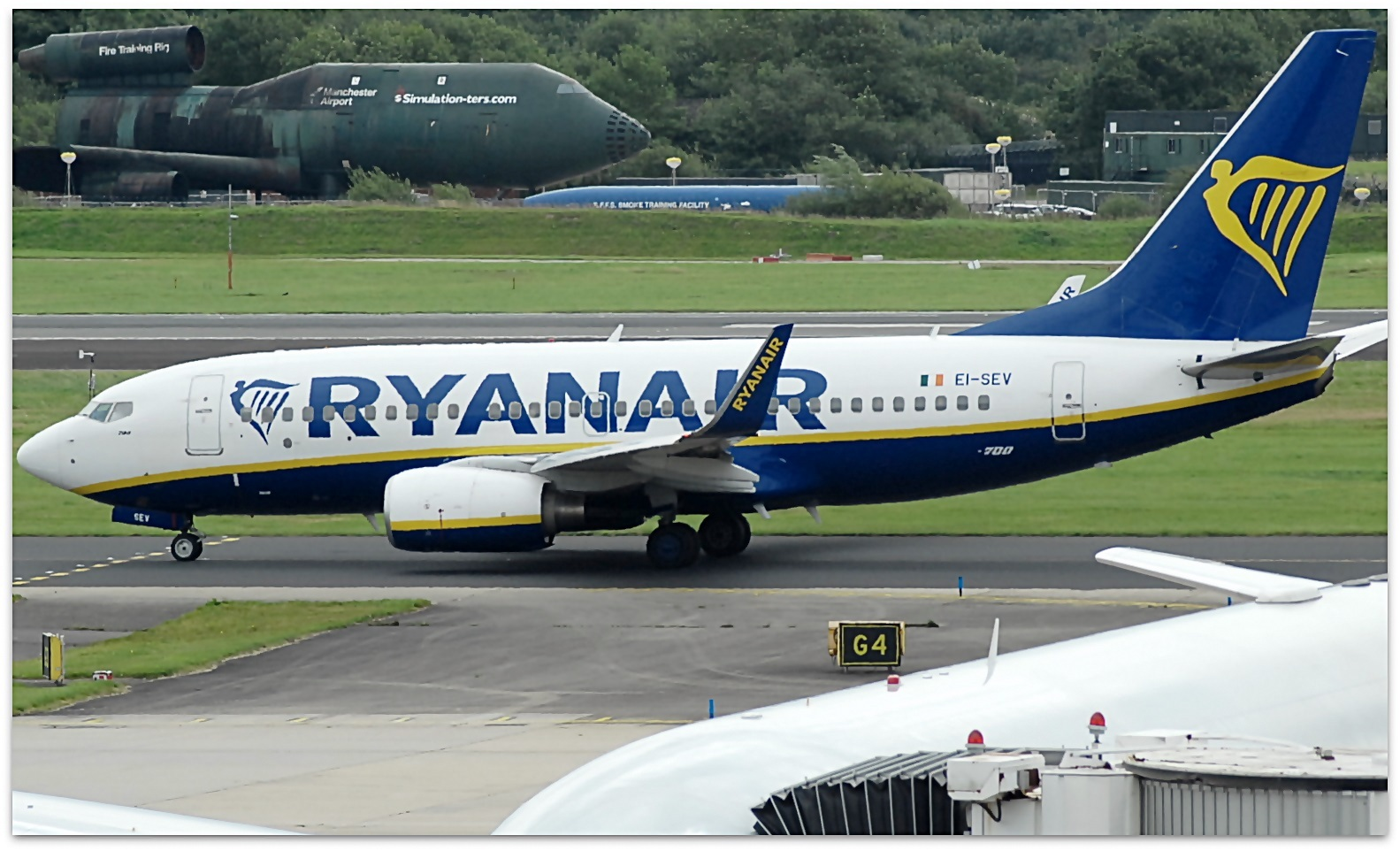
Boeing 737-700 de Ryanair

Boeing 737-800 de Ryanair.

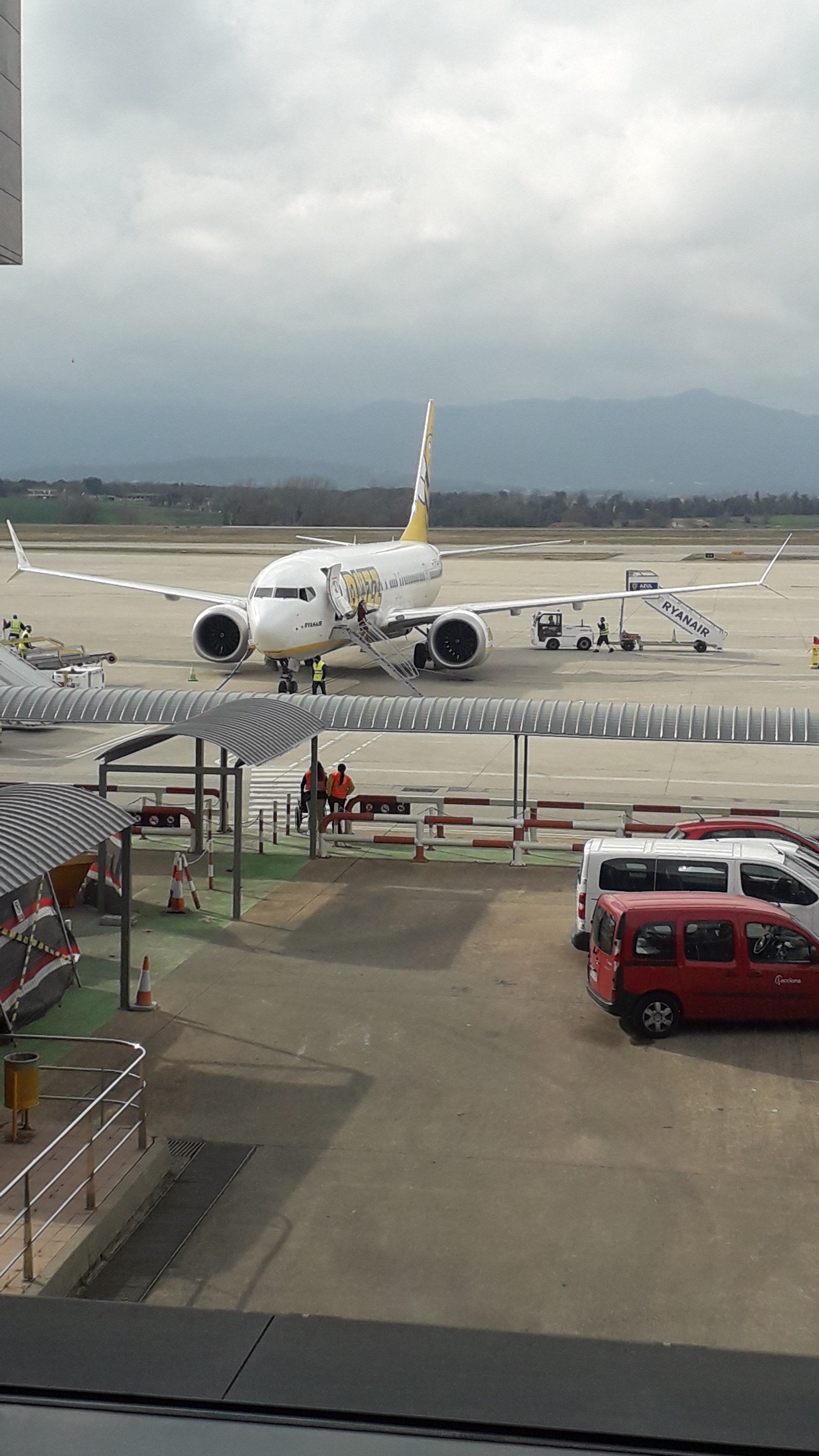
Aeropuerto Gerona .Marzo 2022

La flota de Ryanair se compone de las siguientes aeronaves (septiembre de 2024):
| Aeronave             | En servicio | Pedidos | Pasajeros                                               | Notas                                                         |
| -------------------- | ----------- | ------- | ------------------------------------------------------- | ------------------------------------------------------------- |
| Boeing 737-8AS       | 205         | —       | 189                                                     | Van a ser remplazados por los 737 MAX 8200 Equipados con RAAS |
| Boeing 737 MAX 8-200 | 113         | 105     | 197                                                     | Primeras entregas en primavera (Q2) de 2021.                  |
| Boeing 737 MAX 10    | —           | 300     |                                                         | Las entregas comienzan a partir del 2027                      |
| TOTAL                | 318         | 405     | Edad media de la flota (septiembre de 2024): 10,3 años. | Edad media de la flota (septiembre de 2024): 10,3 años.       |

En enero de 2011, Ryanair estableció contactos con fabricantes chinos y rusos, como fabricantes alternativos para ampliar su flota, tras la ruptura de negociaciones con Airbus y Boeing. Se evaluó la posibilidad de adquirir aeronaves Irkut MS-21 o COMAC C919. En junio de 2011, el director general de la compañía, Michael O'Leary, anunció que había firmado un acuerdo con COMAC para cooperar en el desarrollo del C919.
En marzo de 2013, la compañía irlandesa firmó con el fabricante estadounidense Boeing la compra de 175 nuevos aviones B737 Next Generation por un montante de 15 600 millones de dólares. El septiembre de 2014 Ryanair anuncia la compra de un centenar de unidades del bimotor de pasillo único Boeing 737 MAX por 11 000 millones de dólares, cantidad que puede doblar si ejecuta la opción de comprar 100 unidades adicionales. Se convertirá así en el mayor operador del mundo de este modelo que competirá con el A320neo de Airbus.

### Flota histórica

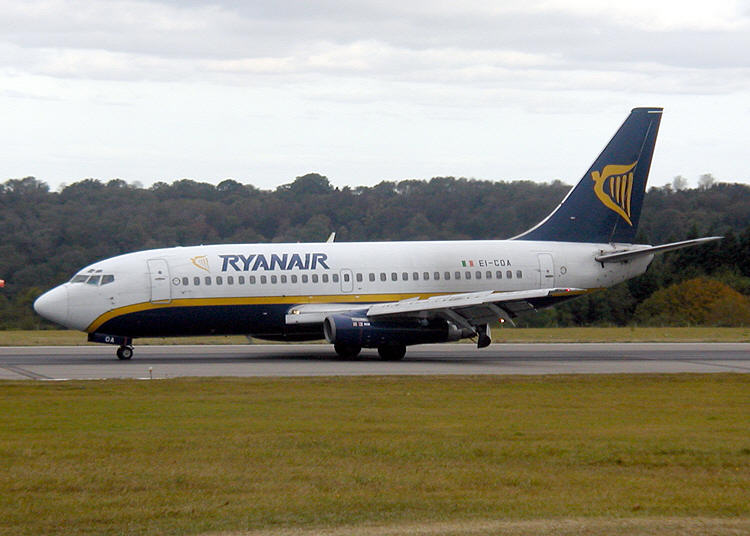
Boeing 737-200.

Antes de utilizar única y exclusivamente los Boeing 737-800, Ryanair utilizaba, a la vez que los anteriores, varios Boeing 737-200. La flota histórica de Ryanair se puede observar en la siguiente tabla:
| Aeronaves                   | Cantidad | Introducido | Retirado | |
| --------------------------- | -------- | ----------- | -------- | --- |
| Airbus A320-200             | 1        | 2015        | 2015     | YL-LCM |
| ATR 42-300                  | 4        | 1988        | 1992     | EI-BXR, C-FIQB, EI-BXS y EI-BYO |
| BAC 1-11                    | 17       | 1987        | 1994     | EI-CID, EI-CIE, EI-CIC, EI-CCW, EI-CIB, EI-CDO, EI-CCX, EI-CCU, G-AZUK, YR-BCI, EI-BVG, EI-BVI, EI-BSY, EI-BSZ, EI-BSS, EI-CAS y EI-BVH                                 |
| BAe 146-300                 | 1        | 2003        | 2004     | G-UKRC |
| Boeing 737–200              | 21       | 1994        | 2005     | EI-CKS, EI-CKR, EI-CJH, EI-CJG, EI-CNY, EI-CNT, EI-COX, EI-COB, EI-CNZ, EI-CNX, EI-CNV, EI-CNW, EC-DVN, EI-CON, EI-COA, EI-CJE, EI-CJC, EI-CJI, EI-CKQ, EI-CJD y EI-CJF |
| Boeing 737–300              | 6        | 2003        | 2004     | G-BZZE, G-BZZF, G-BZZG, G-BZZH, G-BZZI y G-BZZJ |
| Boeing 737–400              | 6        | 2004        | 2015     | TF-ELV, EI-JRD, OM-AEX, OM-CEX, EI-JRE y OM-EEX |
| Boeing 737-700              | 1        | 2015        | 2023     | EI-SEV |
| Convair CV-540              | 1        | 1988        | 1988     | LN-BWG |
| Embraer EMB 110 Bandeirante | 1        | 1985        | 1989     | EI-BPI |
| Hawker Siddeley HS 748      | 2        | 1986        | 1990     | EI-BSF y EI-BSE |
| Short S.25 Sunderland       | 1        | 1989        | 1989     | G-BJHS |

## Destinos

Destinos de Ryanair

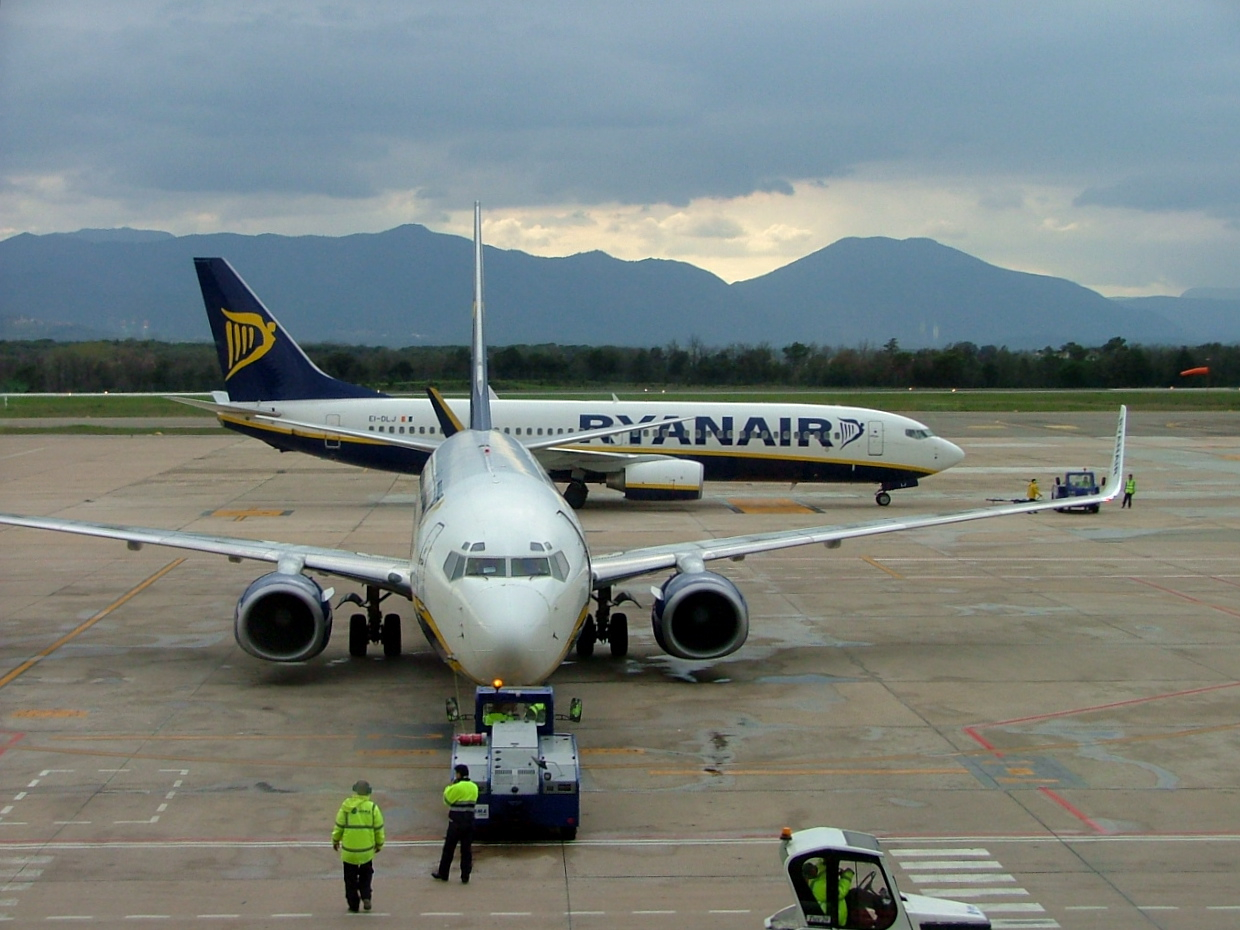
Boeing 737 de Ryanair en el aeropuerto de Gerona-Costa Brava

Actualmente tiene más de 2000 rutas entre 225 aeropuertos (opera en torno a mil vuelos cada día). Su base principal está en el Aeropuerto de Londres-Stansted (STN). Ryanair tiene otras bases a lo largo de Europa, en Gerona (GRO), Santiago de Compostela (SCQ), Valencia (VLC), Dublín (DUB), Fráncfort (HHN), Londres (LTN y LGW), Bérgamo (BGY), Glasgow (PIK y GLA), Roma (CIA y FCO), Shannon (SNN), Nyköping (NYO), Alicante (ALC), Reus (REU), Madrid (MAD), Oporto (OPO), Charleroi (CRL), Málaga (AGP), Sevilla (SVQ), Tenerife (TFS), Gran Canaria (LPA), Lanzarote (ACE) ,Palma de Mallorca (PMI).
De todas las rutas, la Dublín-Londres es la que más ocupación tiene y la más rentable. Esto es debido a la gran cantidad de irlandeses que viven en Inglaterra; y el gran número de irlandeses que usan esta ruta para conectar con otros vuelos a otros lugares de Europa.

## Controversias

### Prácticas contra los consumidores
La compañía ha sido criticada y denunciada en numerosas ocasiones por realizar prácticas en perjuicio de los usuarios y contrarias a la legislación. Algunas de estas prácticas son:
- Denegación embarque a menores por carecer de documentación (en España, los menores de 14 años no tienen obligación de llevar documentación en vuelos nacionales si van acompañados de un adulto). El Juzgado de lo Mercantil número 1 de Valencia condena el 26 de septiembre del 2012 con sentencia firme a la compañía a pagar 930 Euros por el caso de una denegación del viaje de una familia con un menor en el trayecto entre Valencia y Sevilla.[37]
- Admitir únicamente reclamaciones en inglés, ignorando otras lenguas oficiales en los países en los que opera. [cita requerida]
- No pagar compensaciones por cancelaciones de vuelos, aun estando obligada por ley.[38]
- Cobrar por facturar equipaje cuando la facturación de la primera maleta ya está incluida en el precio del billete. [cita requerida]
- Obligar a llevar la tarjeta de embarque impresa (incluso cuando haya habido un error en su web durante la impresión) o cobrar una penalización por no llevarla impresa a pesar de que la compañía está obligada a facilitarla. [cita requerida]
- El 14 de marzo de 2015, un vuelo operado desde Canarias dejó en tierra a un niño de 10 años pendiente de un trasplante urgente de hígado y riñón en Madrid.[39]
- El 23 de julio de 2021, el Tribunal Supremo declara nula por abusiva la cláusula de Ryanair que permite mandar el equipaje en vuelo distinto al del pasajero y la de sumisión al derecho irlandés.[40]
- En mayo de 2023, el Tribunal Supremo de España condena a Ryanair por denegar el embarque a dos agentes de policía con sus armas reglamentarias teniendo los papeles pertinentes en regla.[41]

Las organizaciones de consumidores españolas han denunciado a Ryanair en numerosas ocasiones por incumplir la normativa española, a las que Ryanair siempre ha respondido con denuncias en los tribunales por difamación.

### Otras críticas
El 13 de febrero de 2006, la cadena de televisión del Reino Unido Channel 4 exhibió un documental titulado Ryanair caught napping (en español, Ryanair: La cara oculta del low cost) como parte de su serie Dispatches. El documental critica las políticas de entrenamiento de los trabajadores de Ryanair, los procedimientos de seguridad de la aerolínea, la higiene de los aviones además de la baja moral de la directiva.
Ha sido votada durante 6 años consecutivos (2013-2019) la peor aerolínea de Europa.
Ryanair recibió del Gobierno de España 118 millones de euros en subsidios entre junio de 2018 y diciembre de 2020, por las subvenciones concedidos para vuelos a residentes fuera de la Península y a familias numerosas.
En agosto de 2023 el Juzgado de lo Social número 2 de Santiago de Compostela condenó a Ryanair a readmitir a una azafata despedida por ejercer el derecho a huelga, constitucional en España.

## Accidentes e incidentes

### 2002
- 27 de febrero de 2002 - El vuelo 296 de Ryanair, cuya ruta era Dublín-Londres-Stansted, tuvo que ser evacuado nada más aterrizar, pues el personal de tierra pensó que uno de los motores del avión se estaba incendiando. El Departamento de Investigación de Accidentes Aéreos del Reino Unido concluyó que la fuga de combustible de un motor que estaba dañado, además de la existencia de gas líquido en la pista, causó el humo, y que, además, no hubo signos de daño causado por el fuego. También, la investigación descubrió que, aunque el avión fue completamente evacuado en 90 segundos, algunos miembros de la tripulación tuvieron problemas para abrir las puertas de emergencia, con lo que tuvieron que ser ayudados por otros miembros de la tripulación que estaban fuera de servicio, y que viajaban como pasajeros. Algunos pasajeros tuvieron que ser evacuados sobre el ala derecha del avión, y estar ahí hasta que el personal de bomberos les ayudara. La investigación también descubrió que, durante el entrenamiento, el personal de cabina fue informado de que, en caso de emergencia, las puertas eran más difíciles de abrir, pues se necesitaría activar el tobogán de evacuación, pero la mayoría de aprendices nunca han vivido la presión que se siente en esos momentos. Finalmente, la investigación dio varios consejos a la Autoridad de Aviación Civil del Reino Unido para controlar mejor incidentes similares en el futuro.[57]

### 2008
- 26 de agosto de 2008 - Un vuelo entre Bristol y Gerona-Costa Brava, tuvo que realizar un aterrizaje de emergencia en el Aeropuerto de Limoges, por una despresurización repentina de la cabina que obligó a usar las mascarillas de oxígeno. 26 pasajeros de los 176 que viajaban a bordo tuvieron que ser atendidos por los servicios sanitarios.[58][59]
- 10 de noviembre de 2008 - El vuelo 4102 de Ryanair, procedente del Aeropuerto de Fráncfort-Hahn, sufrió daños en el tren de aterrizaje al llegar al Aeropuerto de Roma-Ciampino por culpa de una bandada de pájaros, que también afectó a ambos motores del aparato cuando estaba en la fase de aproximación al aeropuerto. La matrícula del avión dañado es EI-DYG. Había 6 miembros de la tripulación y 166 pasajeros a bordo.[60] Dos de los tripulantes de cabina y 8 pasajeros tuvieron que ser llevados a un hospital por heridas leves.[61] El tren de aterrizaje del Boeing 737-800 colapsó[62] dejando el avión varado en la pista, y se tuvo que cerrar el aeropuerto durante 35 horas.[63] Además de los motores y el tren de aterrizaje, también la parte trasera del fuselaje del avión sufrió daños al chocar con la pista.[64] Ryanair agradeció a la tripulación del vuelo 4102 por su habilidad y su profesionalidad ante tal situación, invitándoles a una cena en Fráncfort.[65]

### 2010
- 14 de enero de 2010 - Aeropuerto de Gerona-Costa Brava. Involucradas dos aeronaves Boeing 737-800, de matrículas EI-EBL y EI-DWT. La primera de ellas iba a despegar con destino al aeropuerto de Turín, y la otra se dirigía al aeropuerto de Gran Canaria. Durante la maniobra de rodaje antes del despegue ambas aeronaves impactaron. La aeronave EI-EBL presentaba un impacto en la parte derecha del estabilizador horizontal y la otra aeronave sufrió daños en punta (winglet) del ala izquierda.[66]
- 1 de marzo de 2010 - El vuelo 5407 de Ryanair, que viajaba entre Eindhoven y Madrid-Barajas se desvió al Aeropuerto de Charleroi, tras detectarse problemas técnicos por vibraciones fuera de límites. Tras la investigación, se determinó que ciertas clavijas de las estructuras estaban mal ajustadas y habían provocado vibraciones fuera de lo normal en la aeronave.[67]
- 10 de mayo de 2010 - Aeropuerto de la Ciudad de Belfast George Best. Dos aviones de Ryanair son hallados con ceniza en los motores debido a la erupción del volcán islandés. Según Ryanair, los dos aviones, tras superar las inspecciones de mantenimiento, volverían a volar en el mismo día.[68][69]
- 14 de mayo de 2010 - Aeropuerto de Valencia. Una aeronave Boeing 737-800, de matrícula EI-DYX, realizaba un vuelo entre el Aeropuerto de Londres-Stansted y el Aeropuerto de Alicante-Elche. Tras dos intentos de aterrizaje en Alicante, con meteorología adversa, se desvió al aeropuerto de Valencia. La tripulación declaró urgencia (PAN, PAN, PAN) debido a que se encontraba en situación de mínimos de combustible. Una vez en la aproximación de la pista 12 declaró finalmente emergencia, aterrizando en el Aeropuerto de Valencia, donde se determinó que quedaban 930 kg de combustible, siendo la cantidad que requiere declarar emergencia 1100 kg.[70][71]
- 18 de julio de 2010 - Aeropuerto de Bremen.  La aeronave con matrícula EI-EBO cubría el vuelo FR3665 de Trapani a Bremen con 152 pasajeros a bordo. Se produjo una pérdida de separación entre dicha aeronave y un planeador (que no estaba en contacto con el control aéreo) durante la fase de aproximación a Bremen. El avión aterrizó sin problemas 27 minutos después del incidente.[72]
- 31 de julio de 2010 - Un vuelo de Ryanair entre el Fráncfort-Hahn y Fuerteventura tiene que realizar un aterrizaje de emergencia en Málaga después de que los pilotos recibieran una amenaza de existencia de una bomba dentro de la aeronave, que posteriormente demostró ser falsa.[73]
- 9 de agosto de 2010 - Aeropuerto de Valladolid. El avión de Ryanair que cubría la ruta Valladolid-Málaga aborta el despegue y vuelve a la terminal por problemas técnicos. Los pasajeros son desembarcados.[74]
- 23 de agosto de 2010 - Aeropuerto de Santander-Parayas. Un avión de Ryanair que cubría la ruta Dublín-Santander tuvo que realizar un aterrizaje de emergencia en el aeropuerto por fallo técnico en uno de los dos motores del aparato. El avión aterrizó sin complicaciones.[75]
- 30 de septiembre de 2010 - 3 pasajeros resultan heridos en un vuelo de Ryanair entre Malta y Treviso, al atravesar una zona de turbulencias sobrevolando el mar Tirreno.[76]
- 15 de noviembre de 2010 - Aeropuerto de Madrid-Barajas. El avión de Ryanair que cubría la ruta Sevilla-Beauvais/Tillé realizó un aterrizaje de emergencia en el aeropuerto de Madrid-Barajas después de que la tripulación tuviese que apagar uno de los motores por motivos técnicos.[77]
- 21 de diciembre de 2010 - Aeropuerto de Kerry. El vuelo de Ryanair FR701 entre Londres Stansted y Kerry realiza una evacuación de emergencia al aterrizar, después de que se detectara humo en cabina, provocado por la utilización de un producto equivocado en la limpieza de la pista por parte del aeropuerto irlandés. 2 pasajeros resultaron heridos leves en la evacuación.[78][79]

### 2011
- 6 de enero de 2011 - Aeropuerto de Alicante-Elche. El Boeing 737-800 con matrícula EI-FTA"en un vuelo procedente de East Midlands, inició contacto con Levante Aproximación, y continuó hasta el aterrizaje en Alicante, olvidando llamar a la torre de Alicante para obtener la autorización final para el aterrizaje. No ocurrieron daños.[80]
- 14 de abril de 2011 - Aeropuerto de Barcelona-El Prat. Un Boeing 737-800 de Ryanair con destino Ibiza, mientras se encontraba rodando para dirigirse a la pista de despegue colisionó contra un Boeing 767 de American Airlines que estaba parado y tenía destino Nueva York. Ambos aparatos resultaron severamente dañados. Ambos aparatos despegaron pese a las advertencias de los pasajeros a la tripulación de los graves desperfectos en el aparato, por una cadena de errores entre el personal de cabina para comunicar la alerta por avería. El piloto alegó que no había detectado el incidente.[81]
- 7 de septiembre de 2011 - Aeropuerto de Madrid-Barajas. Dieciséis pasajeros fueron atendidos tras la despresurización que se produjo en un vuelo con destino Gran Canaria que se vio obligado a aterrizar de emergencia en el aeropuerto de Madrid-Barajas.[82]
- 29 de septiembre de 2011 - Aeropuerto de Stansted. Un Boeing 737-800 con casi 200 personas a bordo, tuvo que regresar al aeropuerto de Stansted porque se desprendió parte de la cinta adhesiva con la que la compañía había sellado una de las ventanillas frontales del avión, provocando un gran ruido dentro del aparato. Tras unos 20 minutos de vuelo, el piloto habló por el altavoz y dijo que había un problema con la ventanilla -que había resultado dañada en un vuelo anterior- y que tenía que volver a Stansted. La aerolínea tardó dos horas en encontrar otro avión para realizar el viaje.[83]
- 14 de noviembre de 2011 - Aeropuerto de Madrid-Barajas. Un vuelo que cubría el trayecto entre Sevilla y el aeropuerto parisino de Beauvais, aterriza en el aeropuerto de Barajas al sufrir uno de sus motores una parada, por lo que se ha activado la alerta local y el aparato ha tomado tierra sin problemas.[84]

### 2012
- 13 de abril de 2012 - Aeropuerto de Sevilla. Un avión de la compañía Ryanair que se dirigía a la pista de despegue, embistió con una de las alas a otro de la misma compañía en la parte trasera. No se produjeron daños personales pero sí materiales.[85]
- 26 de julio de 2012 - Aeropuerto de Valencia. 3 aviones de la compañía Ryanair que se dirigían al Aeropuerto de Madrid-Barajas tuvieron que ser desviados al aeropuerto de Valencia debido a una fuerte tormenta eléctrica sobre la ciudad. Los tres aviones tuvieron que aterrizar de emergencia en código "mayday" por falta de combustible. Ante esta situación el Ministerio de Fomento de España ha abierto una investigación a la compañía.[86]
- 2 de agosto de 2012 - Aeropuerto de Barcelona-El Prat. Un avión de Ryanair y uno de American Airlines son dañados levemente al colisionar en la pista. Si bien la tripulación no lo nota, varios pasajeros se percatan del hecho e informan a la tripulación. Pero la piloto hace caso omiso y la nave vuela dañada hasta destino.[87]
- 2 de septiembre de 2012 - Aeropuerto de Valencia. Un Boeing 737-800 de Ryanair regresa al Aeropuerto de Manises por la despresurización de la cabina. El vuelo 7222 de Ryanair (con origen Valencia y destino Santiago de Compostela) aterrizó en el Aeropuerto de Valencia, minutos después de despegar de este recinto, debido a "motivos técnicos de carácter leve" no especificados, según informó el director de comunicación de la compañía, Stephen McNamara. Según cita un pasajero: "nada más despegar de Valencia los viajeros empezaron a notar un "fortísimo dolor de cabeza y oídos" y el comandante, tras unos minutos de espera, dando vueltas a muy baja altura, anunció que regresaban nuevamente al aeropuerto de partida "para solucionar el problema que había ocasionado la despresurización de la cabina".[88]
- 6 de septiembre de 2012 - Aeropuerto de Lanzarote. Un avión de Ryanair con origen en el aeropuerto de Leeds/Bradford (Reino Unido) y destino Lanzarote pidió sobre las 16:00 al control de torre prioridad en el aterrizaje por ir escasos de combustible. El piloto no declaró situación de emergencia (mayday).[89]
- 7 de septiembre de 2012 - Aeropuerto de Madrid-Barajas. Un avión de la aerolínea regresa en aterrizaje de emergencia a Madrid en un viaje con destino a Gran Canaria a consecuencia de una despresurización. 16 de los pasajeros, que sufrieron dolores de cabeza y oídos, así como sangre en los oídos, tuvieron que ser atendidos en los servicios médicos de Aena. Un pasajero declaró que su mascarilla no funcionaba y que debió compartir la de su compañero de asiento.[90]
- 7 de septiembre de 2012 - Aeropuerto de Roma-Ciampino. Los pasajeros de un vuelo de Ryanair con origen en el Aeropuerto de Stansted y destino Roma-Ciampino tuvieron que ser atendidos por una plaga de chinches en el avión que les produjeron picaduras.[91]
- 7 de septiembre de 2012 - Aeropuerto de Bérgamo-Orio al Serio. Un vuelo de Ryanair con origen en Pula (Croacia) y destino Moss/Rygge (Noruega) tuvo que aterrizar de emergencia en Orio al Serio por avería del motor.[91]
- 7 de septiembre de 2012 - Aeropuerto de Londres-Stansted. El vuelo 2322 de Ryanair con origen en Leeds-Bradford (Reino Unido) y destino Murcia-San Javier (España), tuvo que desviarse a Londres-Stansted por problemas técnicos. Los pasajeros fueron recolocados en otro avión que no pudo aterrizar en Murcia por el amplio retraso acumulado, y tuvo que ser desviado a Alicante.[92]
- 15 de septiembre de 2012 - Aeropuerto de Barcelona-El Prat. El vuelo de Ryanair con destino Aeropuerto de Reus que realizar un aterrizaje de emergencia por fugas de combustible en vuelo.[93]
- 16 de septiembre de 2012 - Aeropuerto de Madrid-Barajas. El vuelo con destino Tenerife Sur procedente de Beauvais (Francia) tuvo que desviarse de su ruta y tomó tierra en el aeropuerto de Madrid-Barajas por problemas técnicos. El aparato de Ryanair aterrizó sin problemas añadidos, lo que permitió desactivar la alarma local en el aeropuerto minutos después.[94]
- 24 de septiembre de 2012 - Aeropuerto de Berlín-Schönefeld. El vuelo con destino Bratislava procedente de Londres-Stansted realizó un aterrizaje de emergencia, tras un aviso en la cabina de vuelo de un posible defecto técnico. Los pasajeros pudieron seguir su viaje en otro avión de la compañía sin más incidentes.[95]

### 2013
- 23 de enero de 2013 - Aeropuerto de Génova. Un vuelo con ruta Valencia-Bérgamo debió hacer un aterrizaje de emergencia debido a una despresurización.[96]
- 8 de noviembre de 2013 - Aeropuerto de Sevilla. Un vuelo con ruta Tánger - Dusseldorf aterrizó de emergencia debido a un problema de humo en la cabina, sin daños adicionales.[97]

### 2018
- 31 de julio de 2018 - Aeropuerto de Barcelona. Los pasajeros de un vuelo Barcelona-Ibiza fueron evacuados de emergencia a causa del incendio de un teléfono móvil que estaba siendo cargado por una batería externa. Todos los pasajeros fueron evacuados de la aeronave de manera segura a la terminal y la tripulación de cabina se hizo cargo del objeto en cuestión.

### 2019
- 24 de abril de 2019 - En un vuelo de Menorca a Valencia, un motor explotó cuando el aparato estaba despegando. Tuvieron que hacer un aterrizaje de emergencia con el motor derecho. La causa del incidente fue al introducirse un pájaro dentro del motor durante el despegue. No hubo ningún herido.

### 2021
- 23 de mayo de 2021 - El vuelo 4978 de Ryanair fue obligado a aterrizar de emergencia en el aeropuerto de Minsk para arrestar a 2 de sus pasajeros, quienes presuntamente llevaban consigo una bomba.

### 2023
- 9 de agosto de 2023 - El vuelo FR2013 que cubría la ruta de Lanzarote a Madrid tuvo que desviarse al aeropuerto de Tenerife Sur por problemas técnicos en la aeronave, a pesar del problema el avión pudo llegar a su destino.

## Otros datos

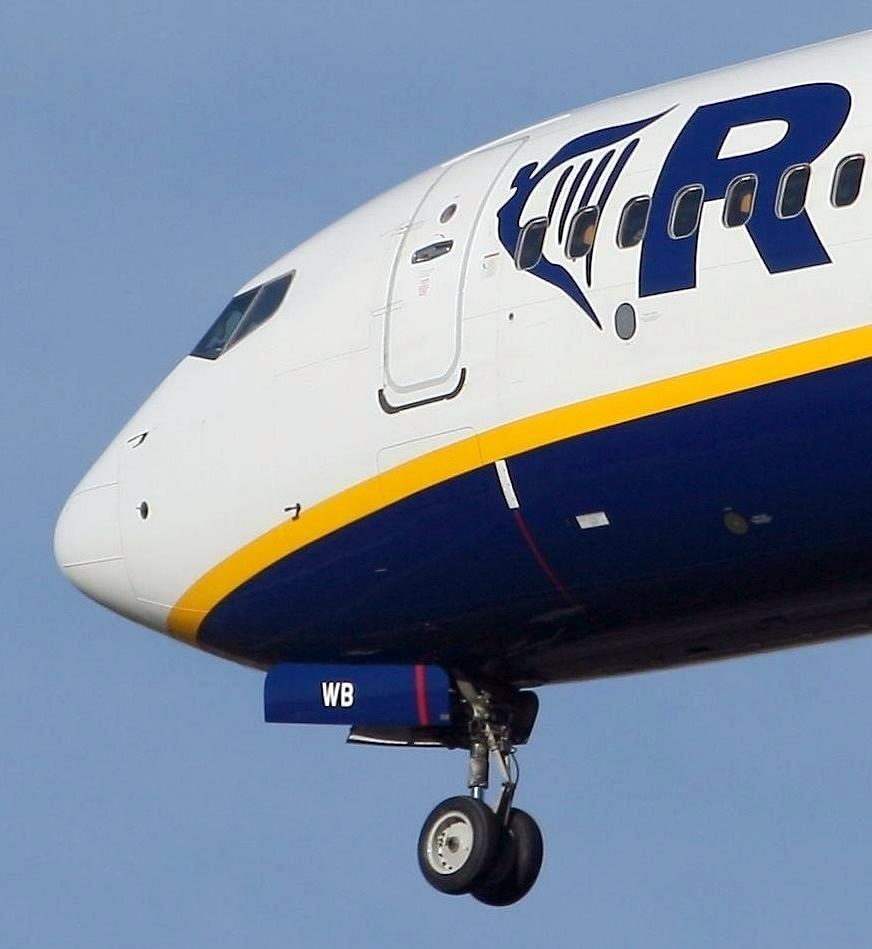
Logo de Ryanair en uno de sus Boeing-737-800

El logo de Ryanair es un arpa dorada sobre fondo azul, muy similar al escudo de Irlanda, país en el que se fundó la aerolínea. Es también muy similar a un ángel.
Ryanair pertenece a la Asociación de Aerolíneas Europeas de Bajo Coste (ELFAA, en inglés, European Low Fares Airlines Association), junto con las siguientes compañías aéreas low cost: easyJet, Flybe, Jet2, Norwegian, Transavia, Vueling y Wizz Air. Sus miembros transportan alrededor de 150 millones de personas al año, más del 35 % del tráfico de pasajeros en vuelos entre países europeos.